# Maria Wern – Vinna eller försvinna
Maria Wern – Vinna eller försvinna är en svensk kriminalfilm från 2023. Filmen är regisserad av Johan Lundin efter ett manus skrivet av Jimmy Lindgren. Den är baserad på Anna Janssons romaner och ingår som första filmen av fyra i den nionde säsongen om kriminalinspektören Maria Wern. Filmen hade premiär på TV4, TV4 Play och C More den 14 augusti 2023.
I den nionde säsongen väntar Maria Wern och Sebastian barn. De fall som de ska försöka lösa kretsar kring en död lovande fotbollsspelare, ett beställningsmord som har kopplingar till gängkriminalitet, ett mord på en campingplats samt en kvinna som hittas i en bil i ett kalkbrott.

## Rollista (i urval)
- Eva Röse – Maria Wern
- Erik Johansson – Sebastian
- Peter Perski – Arvidsson
- Lola Zackow – Sasha
- Oscar Pettersson – Emil Wern
- Sigrid Johnson – Linda Wern
- Samuel Astor – Oscar
- Tehilla Blad – Iris
- Katrin Sundberg – Annika ”Fåhret” Fåhreus
- David Arnesen – Alexander
- Maria Sundbom Lörelius – Ulrika Pettersson
- Jesper Barkselius – Anders Pettersson
- Tora Sandström – Cornelia Pettersson
- Johan Hedenberg – Stefan Ingman
- Lena Mossegård – Karin Ingman
- Mats Blomgren – Göran Carnerud
- Kalled Mustonen – Dennis Mårtensson
- Nathan Clarke – Kasper Pettersson
- Manuel Dubra – Ivan
- Julia Gebreselassie – Nora
- Leonardo Rojas Lundgren – Joel Ingman
- Jakob Tamm – pappan